# Rośliny cieniolubne

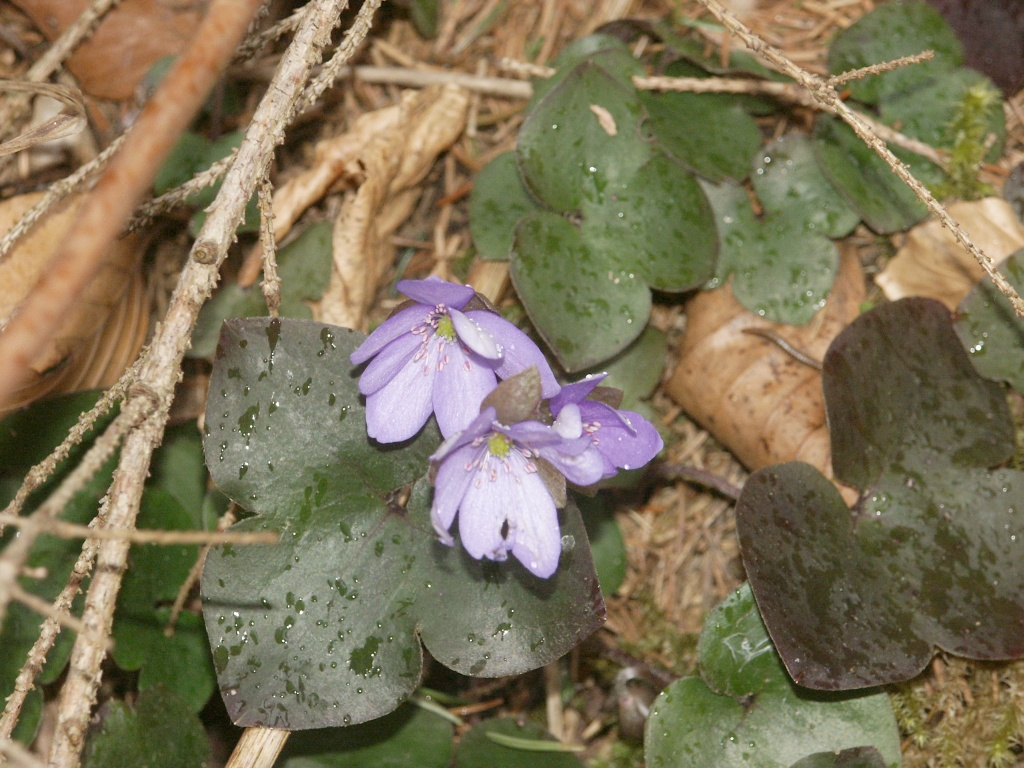
Przylaszczka – skiofit runa leśnego

Rośliny cieniolubne, skiofity (gr. skiá = cień + phytón =  roślina), rośliny cienioznośne – rośliny, które przystosowane są do życia w warunkach dużego zacienienia. Rośliny te źle rosną w pełnym słońcu i nie wytrzymują w tych warunkach konkurencji z innymi roślinami. Do roślin cieniolubnych zalicza się m.in.: szczawik zajęczy Oxalis acetosella kopytnik pospolity Asarum europaeum, przylaszczka pospolita Hepatica nobilis, przytulia wonna Galium odoratum. Dużo roślin cieniolubnych rośnie w warstwie runa leśnego, gdzie z natury jest duże zacienienie spowodowane przez korony drzew. W rzeczywistości występowanie tych roślin w środowiskach zacienionych spowodowane jest w większym stopniu wilgotnością i brakiem konkurencji, niż światłem. Skiofity mają liście z reguły duże, cienkie, bez nalotu woskowego i włosków. Liczba aparatów szparkowych jest mniejsza, niż u roślin światłolubnych (heliofitów). Ich liście, a często i łodygi, są zwykle ciemnozielone, gdyż zawierają dużo chlorofilu. Fotosynteza zachodzi u nich najintensywniej przy średnim oświetleniu. W liściach miękisz gąbczasty jest luźny, tkanka przewodząca słabo rozwinięta. Niektóre rośliny są skiofilami tylko na niektórych etapach rozwojowych. Młode siewki wielu drzew leśnych (np. buka zwyczajnego Fagus sylvatica, świerka pospolitego Picea abies) są wybitnymi skiofilami, w późniejszym natomiast okresie, gdy stają się drzewem, mogą rosnąć w pełnym słońcu. W porównaniu z roślinami lądowymi skiofitami są również glony, zwłaszcza bentoniczne, gdyż woda, w której żyją rozprasza światło. Wiele glonów żyjących w głębszych warstwach toni wodnej do wychwytywania energii słonecznej używa dodatkowych barwników fotosyntetycznych, w celu wykorzystania światła niepochłanianego przez chlorofil, przez co przybiera inną niż zielona barwę.